# Гюббенет, Христиан Яковлевич
Христиан Яковлевич Гюббенет (нем. Anton Christian August von Hübbenet; 1822—1873) — врач, профессор хирургии в Киевском университете, статский советник.

## Биография
Из дворян; сын подпоручика Якоба Антона фон Гюббенета, брат Адольфа и Оскара Гюббенет.

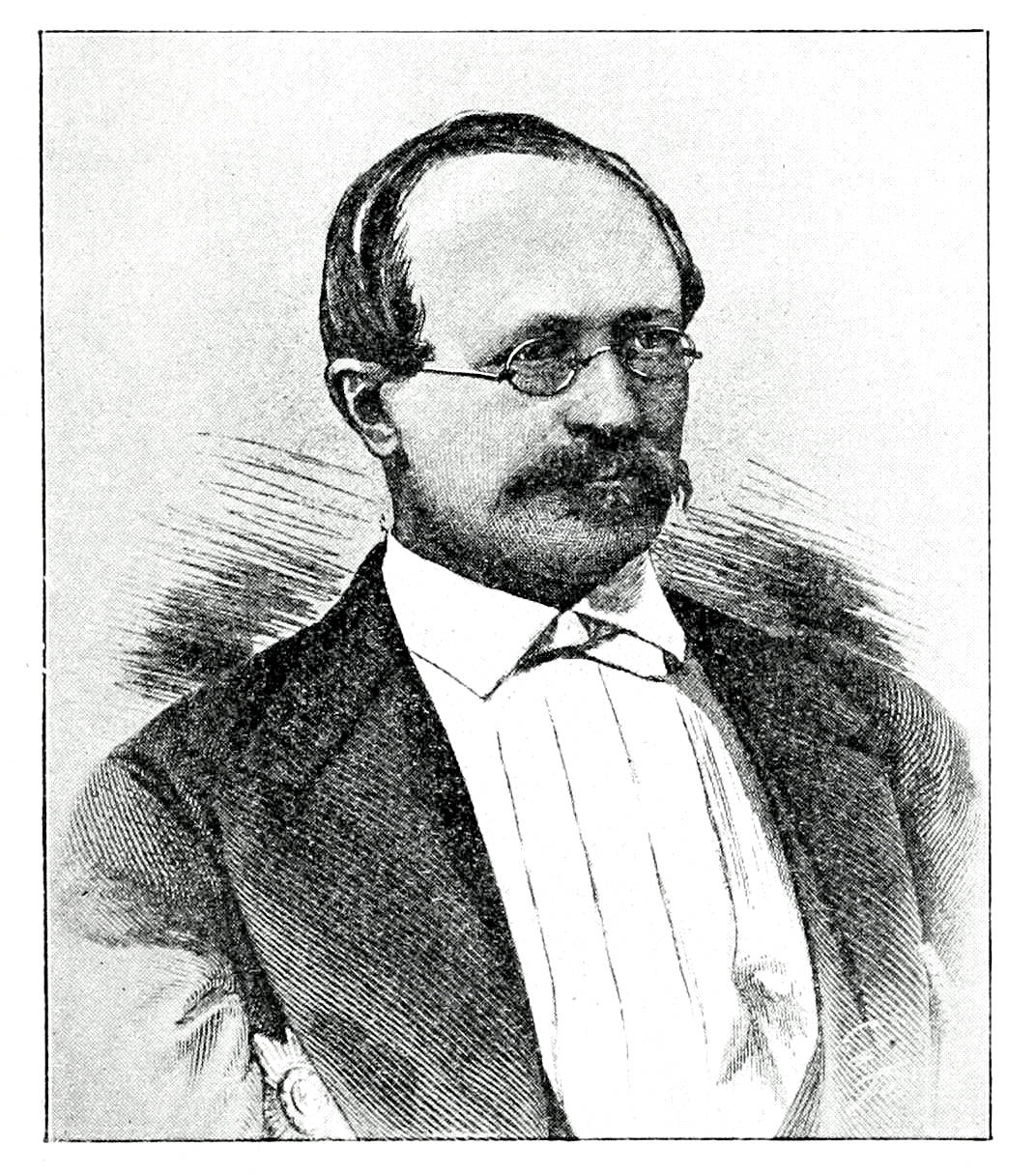
Рисунок из статьи «Гюббенет»
(«Военная энциклопедия Сытина»)

После защиты в Дерпте докторской диссертации «De acido arsenico etc.» (1847) определён адъюнктом по государственному врачебноведению в университет св. Владимира. Там во время холеры (1847—48) посвятил себя неустанному лечению эпидемии и издал о ней ряд работ: «Сведения о холере в Киеве» («Medizin. Zeitschr. Russl.» (1849); «Die Cholera epidemia in Kiew» (Лпц.,1850); «О заразительности холеры» (ibid.); «Наблюдения над холерною эпидемиею в Киевском военном госпитале» (СПб., 1850, и на нем., Рига).
С 1851 года Х. Я. Гюббенет занял кафедру теоретической хирургии, принял в своё заведование клинику военного госпиталя и принялся за изучение сифилитических и глазных болезней; результатом этого изучения явился труд «Наблюдение и опыт о сифилисе» (на русск. и нем. яз., Лпц., 1859 и «Военно медицинском журнале» 1860—61 гг.). 
В крымскую кампанию состоял при севастопольском гарнизоне, пробыл там всю осаду, заведуя госпиталями левого фланга. Написал отчёт «Очерк медицинской и госпитальной части русских войск в Крыму в 1854-56 гг.» (прилож. к «Описанию обороны Севастополя», СПб., 1870). Был затем неоднократно командирован на различные съезды врачей. Результаты этих командировок изложены в ряде отчетов: «Сведения об офтальмологическом конгрессе в Париже в 1862 г.» («Журнал Министерства народного просвещения» CXVI и «Унив. изв.» 1862); «Die Berliner internationale Conferenz im April 1869» («Kriegerheil» 1869 и отд.). Напечатал ещё несколько брошюр медицинского содержания.
В 1869 году Христиан Яковлевич Гюббенет был представителем России на международном конгрессе всех обществ попечения о раненых воинах. Он много работал над устройством и развитием этих обществ в России. Франко-прусская война 1870—71 гг. послужила первым практическим проявлением деятельности обществ Красного Креста. Россия, вместе с другими культурными народами, оказывала помощь воюющим державам. Организация и приведение в исполнение этого дела, по Высочайшему повелению, было возложено на Гюббенета. Об этом он написал работу «Франко-германская война 1870—71 и русская международная помощь раненым и больным воинам» (Киев, 1871).
Незадолго до смерти оставил профессуру в Киеве и был назначен непременным членом военно-медицинского учёного комитета.
Умер 3 июля 1873 года в Вильне. Тело перевезено в родовое имение в Лифляндии.

### Воспоминания современников
В Киевском университете был ещё один довольно известный профессор-хирург Гюббенет. Этот Гюббенет — дядя известной актрисы Яворской, которая замужем за князем Барятинским. Отец Яворской, то есть брат этого профессора Гюббенета, был Киевским полицеймейстером.

Этот Гюббенет, как говорят был недурной хирург и во время Севастопольской войны принес очень много пользы; он много делал операций и, говорят, довольно удачных. Но он был невероятной немецкой глупости.

Известно, что немецкая глупость есть глупость особого рода. По-немецки можно быть глупым и одновременно довольно дельным человеком и довольно умным в сфере той специальности, которой немец себя посвящает.

Когда Император Александр II после вступления на престол как-то раз был в Киеве и заехал в университет, то ему представляли профессоров; в числе других профессоров представлен ему был и Гюббенет.

Тогда Император Александр II, который всех звал на «ты», говорит ему: «Ты брат здешнего полицеймейстера?» Гюббенет страшно обиделся и сказал Императору: «Ваше Императорское Величество, не я его брат, а он мой брат». Государь очень смеялся, но ничего ему на это не ответил.— Витте С. Ю. 1849—1894: Детство. Царствования Александра II и Александра III, глава 9 // Воспоминания. — М.: Соцэкгиз, 1960. — Т. 1. — С. 177. — 75 000 экз.

## Награды
Российской империи:
- Орден Святой Анны 3-й степени (1851)
- Орден Святого Станислава 2-й степени (1855)[6]
- Орден Святого Владимира 3-й степени с мечами (1856)
- Орден Святого Станислава 1-й степени с мечами (1868)
- Медаль «В память войны 1853—1856» (1856)

Иностранных государств:
- Орден Красного орла 2-го класса со звездой (22 апреля 1871, королевство Пруссия)[7]